# Miquel Barceló
Pour les articles homonymes, voir Barceló.
Miquel Barceló, né le 8 janvier 1957 à Felanitx (Majorque, Baléares), est un peintre, dessinateur, graveur, sculpteur et céramiste espagnol associé au mouvement néo-expressionniste.
Bien qu'il se soit initialement consacré à la peinture et au dessin — grâce auxquels il a obtenu très jeune une reconnaissance internationale, devenant l'un des artistes contemporains les plus en vue —, il s'est également orienté dans le courant des années 1990 vers la sculpture et le travail des céramiques comme supports alternatifs de ses créations artistiques. Miquel Barceló a également reçu deux importantes commandes, l'une pour la réalisation des décorations de la chapelle Sant Pere de la cathédrale de Palma de Majorque en 2007 et l'autre de la part de l'État espagnol pour la coupole du Palais des Nations de l'ONU à Genève en 2008.
Depuis le milieu des années 1990, Miquel Barceló vit et travaille en alternance à Majorque, à Paris, et au Mali sur la falaise de Bandiagara,. Il a reçu, en 2003, le prix Prince des Asturies pour les arts.

## Biographie

### Formation et débuts

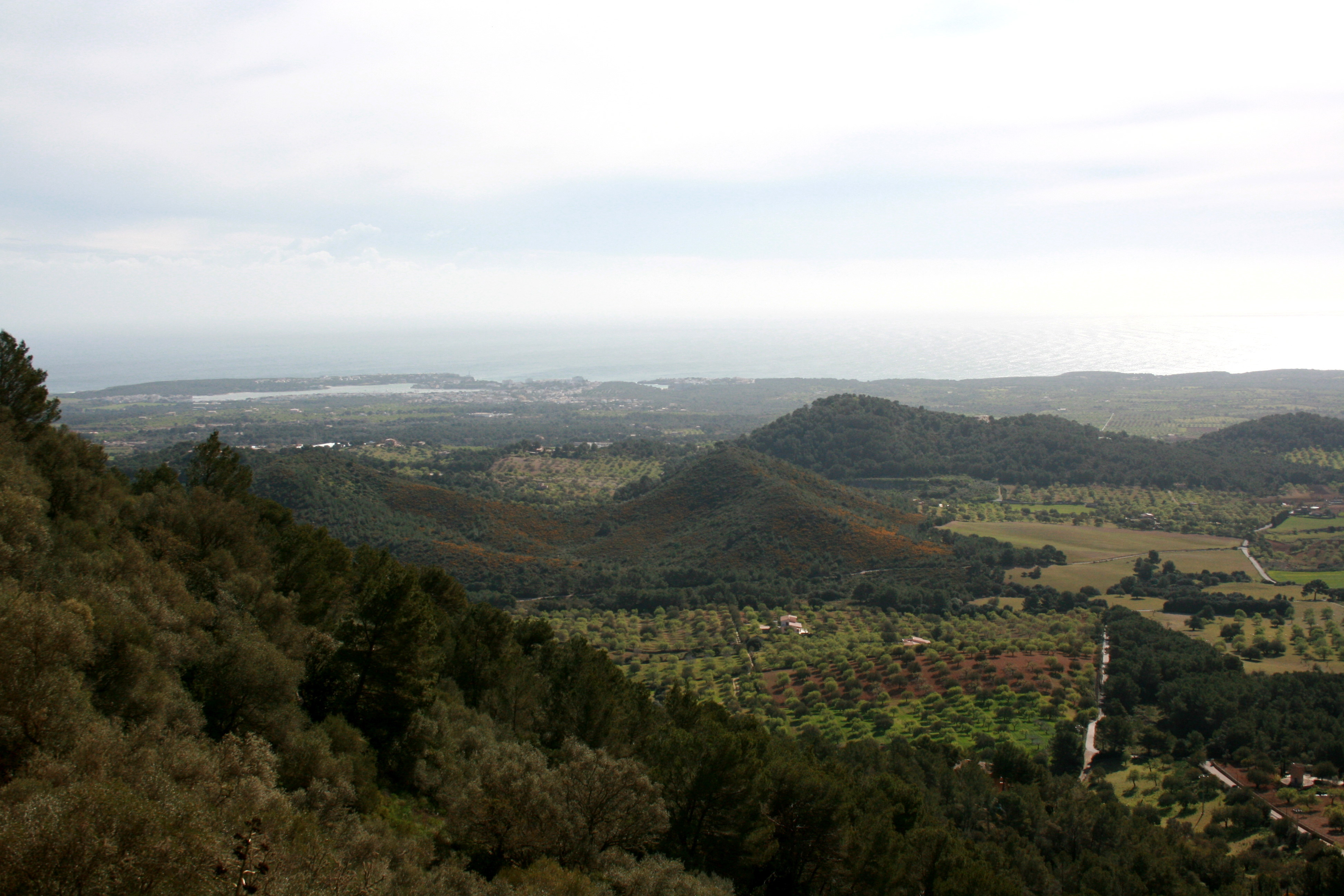
La campagne de Felanitx.

Miquel Barceló, est l'ainé d'une famille de trois enfants. Son père est issu du monde paysan et sa mère Francisca Artigues est une peintre paysagiste qui le sensibilisa à la peinture. Il passe son enfance et adolescence à Felanitx. Il est diplômé de l'école des Arts décoratifs de Palma de Majorque en 1973, et, à la même période, fait son premier voyage à Paris où il découvre l'art brut et l'art informel avec notamment les œuvres de Jean Dubuffet, Antoni Tàpies, Jean Fautrier, Wols qui constitueront ses premières sources d'inspiration artistique,,.
Il réalise sa première exposition individuelle en 1974 à la galerie d'Art Picarol de Palma de Majorque. Barceló commence en 1975 l'école des Beaux-arts Sant Jordi de Barcelone qu'il ne finira jamais en raison du système académique qu'il accepte mal, mais il s'intéressera à cette époque aux travaux de Mark Rothko et Lucio Fontana. De retour à Majorque en 1975, il participe à un collectif conceptuel appelé Taller Llunàtic (qu'il quittera en mars 1978) au sein duquel il participe à des actions contre le gouvernement expirant de Franco et cofonde la revue Neon de Suro. À cette même époque, il participe aux manifestations écologiques contre les projets immobiliers sur Majorque avec l'occupation de l'île Sa Dragonera. Après une première exposition à Barcelone en 1977, il commence à intégrer des matières organiques dans ses toiles, ce qui restera tout au long de sa carrière une technique privilégiée.
En 1978, il réalise un second voyage à Paris où il s'intéresse plus particulièrement aux expressionnistes abstraits américains lors de l'installation du Musée national d'art moderne au centre Pompidou et à leur approche de l'action et du geste pictural, ce qui se confirmera l'année suivante lors de sa visite de l'exposition commémorative itinérante des cinquante ans du MoMA de New York à Madrid. Il s'inspirera alors des travaux de Pollock dans ses dernières années,, Cy Twombly, Ryman et de Kooning pour réaliser de grandes toiles couvertes de peinture abondante selon la technique du dripping, et de matières organiques, généralement végétales, exposées aux intempéries et subissant déformations et craquelures.

### Reconnaissance internationale

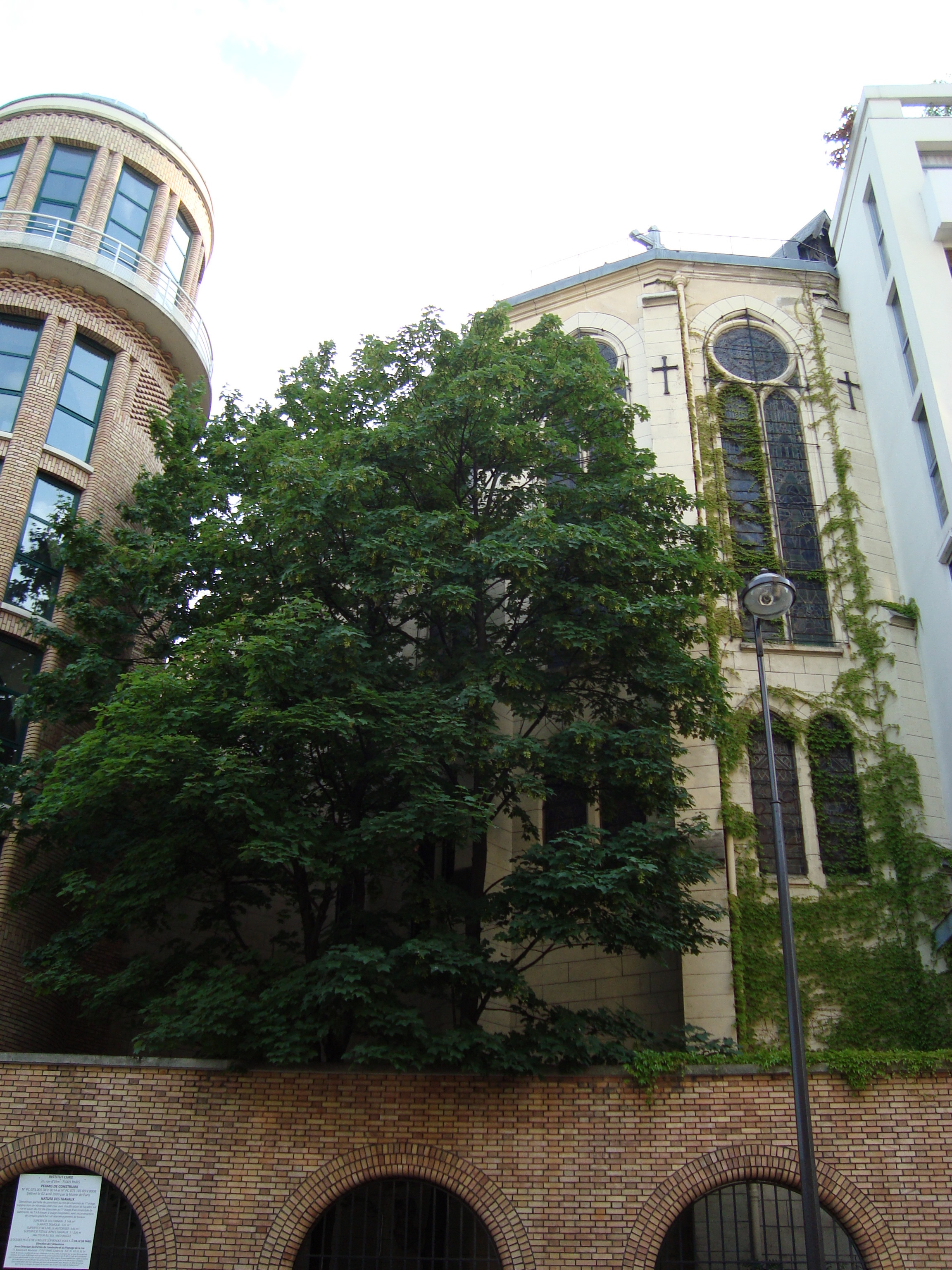
Église Notre-Dame du Liban (vue depuis la rue Lhomond) à Paris dans laquelle Barceló a peint sa série sur le Louvre en 1984.

En 1980, il rend visite à Joan Miró dans son atelier et part s'installer à Barcelone où il côtoie, au sein d'un atelier communautaire de la rue Cotoners, différents jeunes artistes catalans dont Javier Mariscal, Bruno Fonseca et Luis Claramunt. Cette époque marque un changement stylistique dans le travail de Barceló, qui revient à une peinture figurative, puis progressivement plus classique, traitant de portraits et natures mortes. L'année 1982 marque un premier tournant dans la carrière de l'artiste. Il entame tout d'abord une carrière artistique internationale en exposant dans la nouvelle galerie Axe Art Actuel à Toulouse, à la suite de sa rencontre dans l'atelier barcelonais avec le peintre Michel Batlle qui vient de créer la revue Axe Sud et lui propose de faire sa première exposition hors d'Espagne. Lors de cette exposition il fait la connaissance d'Yvon Lambert et de Jean-Louis Froment. Puis il est invité à la Documenta VII de Cassel où il se lie d'amitié avec Jean-Michel Basquiat. À partir de cette date Barceló est reconnu comme une valeur sûre de l'art contemporain qui le classe dans le nouveau courant de « jeunes sauvages ». C'est également en 1982, qu'il entre pour la première fois dans les collections d'un important musée avec l'acquisition de plusieurs œuvres par le Centre d'arts plastiques contemporains de Bordeaux.
Miquel Barceló part alors vivre plusieurs mois à l'étranger pour travailler et s'installe à Naples en 1983. Cette même année, il expose pour la première fois chez Yvon Lambert à Paris où il rencontre Bruno Bischofberger qui achète la plupart des œuvres de l'exposition. Il s'installe dans la capitale française qui constituera dès lors un point d'ancrage permanent dans sa vie et sa carrière. Le Musée national d'art moderne de Paris acquiert grâce à Robert Calle la toile intitulée Le Jugement de Salomon. Par l'intermédiaire de Basquiat, il rencontre Andy Warhol qui réalise son portrait, et de retour en Italie rend fréquemment visite à Cy Twombly qui habite alors Rome. L'année suivante, il part pour le Portugal avec son ami Javier Mariscal pour travailler sur de nouvelles techniques de peinture qu'il applique à des marines et des paysages. C'est à cette période qu'il fait la rencontre de Cécile Franken, une jeune hollandaise qui deviendra plus tard sa femme et la mère de ses enfants,. Il rentre ensuite s'installer à Paris et investi comme atelier l'église Notre-Dame du Liban dans l'enceinte de l'Institut Curie de la rue d'Ulm, sur la suggestion de Robert Calle alors directeur de l'institut, pour peindre une série d'œuvres sur le Louvre. En juin 1984, Bruno Bischofberger, après une exposition à Zurich, devient son marchand exclusif,. Barceló réalise une importante série d'expositions individuelles organisée par Jean-Louis Froment et commencée à Bordeaux le 10 mai 1985, puis à Madrid, Munich et pour finir à l'Institut d’art contemporain de Boston en avril 1986, qui l'imposent dès lors comme le chef de file des artistes contemporains espagnols et l'artiste espagnol vivant avec la plus grande projection internationale.
Miquel Barceló retourne s'installer en 1986 à Majorque au cap Farrutx près d'Artà. Il travaille à la coupole du Théâtre du vieux marché aux fleurs de Barcelone et crée ses premières « toiles tourbillons ». À New York où il s'installe quelque temps dans Greenwich Village, il réalise sa première exposition individuelle chez Leo Castelli, l'un des plus importants galeristes d'art moderne et contemporain, marquant ainsi une percée dans le milieu et sur le marché de l'art contemporain mondial. Il entame alors sa période des « peintures du désert » et de son travail sur la transparence. Le Musée Reina Sofía acquiert Big Spanish Dinner datant de 1985 et Barceló reçoit à trente ans le prestigieux Prix national des Arts plastiques d'Espagne.

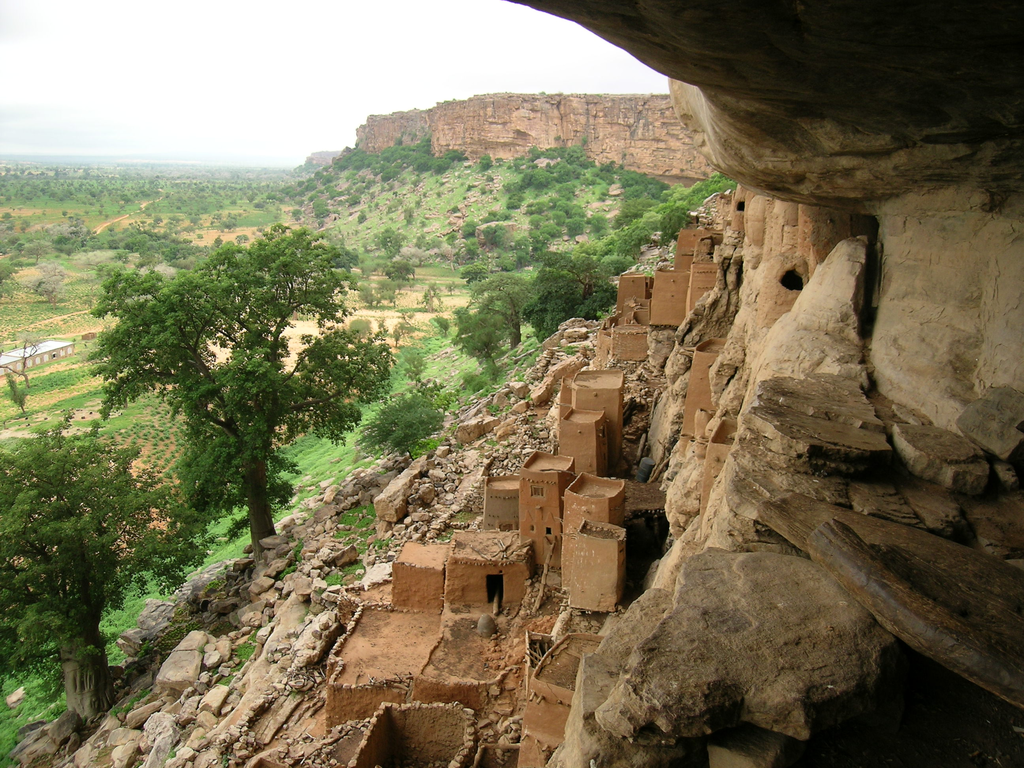
La falaise de Bandiagara au Mali, foyer du pays Dogon que Barceló découvre en 1988.

L'année 1988 marque un tournant dans la vie et l'œuvre de Barceló. Il réalise en effet son premier voyage en Afrique en traversant pendant de nombreuses semaines le Sahara depuis Oran en Algérie jusqu'à Gao au Mali avec ses amis Javier Mariscal, Pilar Tomas et Jordi Brio,. Il décide alors de prolonger, ce qui sera dès lors un voyage initiatique, en restant de six mois de plus au Mali en pays dogon, au Burkina Faso et au Sénégal. Il s'installe à Sangha sur la falaise de Bandiagara, et durant toute cette période il réalise de nombreux carnets de croquis et d'aquarelles (plus de 3 000 feuillets, à raison de 30 à 50 par jour), utilisant des techniques mixtes et des pigments locaux.
À son retour à Paris, il travaille dans son nouvel atelier de la rue David-d'Angers où il réalise la transition entre la période de ses peintures minimalistes et sa période africaine. Barceló repartira en Afrique durant cinq mois en 1989, en réalisant un voyage en Côte d'Ivoire et au Mali. De retour de son voyage, il entame pour la première fois une collaboration avec le monde du spectacle vivant en créant les décors et costumes de l'opéra Tréteaux de maitre Pierre de Manuel de Falla mis en scène par Jean-Louis Martinoty à l'Opéra-Comique le 13 février 1990, perpétuant en cela une longue tradition des peintres espagnols initiée par Picasso. Miquel Barceló passera également cette année-là plusieurs semaines en Suisse à peindre sur les glaciers, travail cependant sans lendemain. En effet, il est toujours attiré par l'Afrique, où il repart une nouvelle fois pour préparer un important voyage sur le fleuve Niger.

### Installation en Afrique
Fin 1990, commence un des plus importants voyages en Afrique de Barceló. Ce voyage, méticuleusement préparé débute à Abidjan en Côte d'Ivoire où il fait convoyer par bateau un 4x4 depuis Marseille. Il rejoint ensuite par la route Ouagadougou au Burkina Faso, puis Ségou au Mali par les pistes, en pleine confusion politique au moment où Amadou Toumani Touré renverse la dictature de Moussa Traoré. Là de janvier à mars 1991, il passera plusieurs semaines à construire complètement une pirogue-atelier afin de remonter le fleuve Niger vers le nord-est. Malgré les nouvelles militaires inquiétantes au niveau du gouvernement central et une importante rébellion touaregue qui se déclenche au nord du pays, Miquel Barceló décide de mener à bien son projet et part avec trois maliens de l'ethnie bozo, nomades et pêcheurs du fleuve, le 16 mars 1991. Il effectue une remontée du Niger et du Bani sur 1 400 km en deux semaines, remplissant d'aquarelles et de gouaches de très nombreux carnets de voyage qui seront parmi les plus importants de son œuvre. Il arrive à Tombouctou en pleine révolte touarègue, puis redescend le fleuve vers Ségou où il restera plusieurs mois à réaliser des tableaux de petit format à partir de ses esquisses. À la même époque en Europe, Robert Calle organise une première rétrospective du peintre au Carré d'art à Nîmes à partir de juillet 1991 et le journal espagnol El País publie le 16 février 1992 un supplément de 24 pages sur les carnets de voyage de Barceló au Mali.
Au printemps 1992, il épouse Cécile Franken à Majorque qui donne naissance à leur première fille Marcella. À partir de 1992, il habite en alternance à Paris, à Majorque et au Mali près de Sangha où il crée un atelier-maison sur les sommets du village de Gogoli sur la falaise de Bandiagara. Cette année-là correspond également à la publication de Too Far from Home de son ami l'écrivain Paul Bowles, rencontré quelques années plus tôt à Tanger et avec lequel il a maintenu une importante correspondance. Paul Bowles s'est inspiré de la vie de Barceló à Gao au Mali pour le personnage principal du roman.

### Consécration comme peintre contemporain majeur

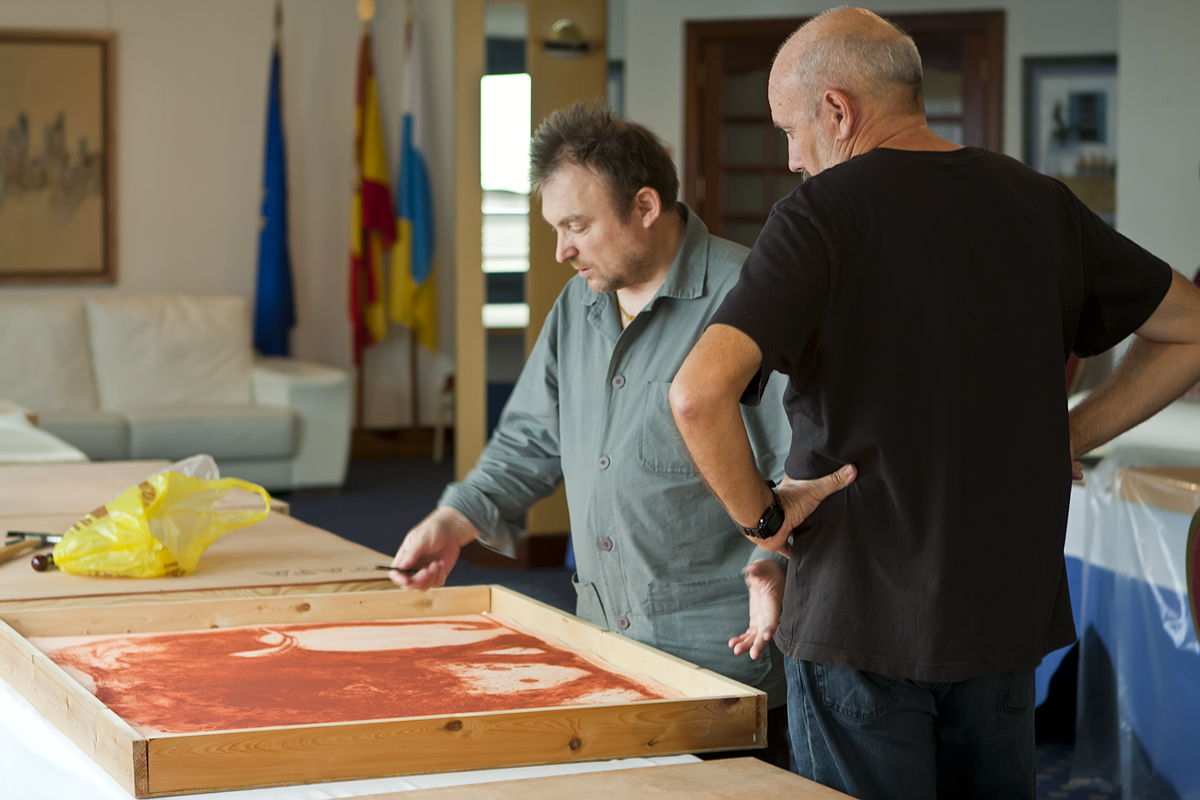
Barceló travaillant sur des lithographies en 2011.

En 1993, Barceló commence ses séries de portraits de ses proches et amis ainsi que des habitants dogons de son village au Mali. Il visite les grottes d'Altamira près de Santander en Espagne, dont les dessins pariétaux préhistoriques renforceront son intérêt pour la peinture en relief et imprégneront ses travaux futurs. L'année suivante se passera essentiellement à Gogoli où il réalise de nombreux carnets africains et travaille à ses carnets à trous produits par les termites. Une importante rétrospective lui est alors consacrée à Londres à galerie d'art de Whitechapel, puis en 1995 à l'Institut valencien d'art moderne (IVAM) et comme représentant de son pays à la Biennale de Venise. Cette période de sa vie correspond également à la découverte en Afrique du travail de la céramique par Barceló avec l'aide des artisans de son village. Il en réalisera en 1995 une première exposition à la galerie Leo Castelli de New York.
L'année 1996 consacre institutionnellement l'œuvre de Barceló avec deux expositions simultanées à Paris au musée national d'art moderne et à la galerie nationale du Jeu de Paume regroupées sous le titre Impressions d'Afrique. Il réalise également un voyage en Égypte et travaillera la céramique traditionnelle à Majorque. L'année suivante il fait un long voyage en Patagonie. En 1998, le Musée d'art contemporain de Barcelone organise alors la plus importante exposition rétrospective de ses œuvres (peintures, dessins, sculptures, céramiques). Barceló part durant l'été à Palerme en Sicile à l'occasion du Festival 1900 où la municipalité lui permet à nouveau d'investir artistiquement une église, Santa Eulalia dei catalani (au nom prédestiné pour un Majorquin), située dans le quartier populaire de la Vucciria et où il va travailler à de grandes aquarelles sur papier journal blanchi, à des dessins al fresco sur les aspérités et dommages des murs de l'église, et mettre en scène de très nombreuses terres cuites réalisées les mois précédents à Majorque.
Après un nouveau voyage au Mali, l'année 1999 pour Barceló est marquée sur le plan muséal par une importante exposition rétrospective de ses œuvres sur papier au Musée Reina Sofia à Madrid et sur le plan créatif par de nombreux travaux de sculpture. L'artiste réalise pour cela deux approches. La première consiste en un travail classique de sculptures de grand format, réalisées dans un ancien entrepôt de la SNCF. D'autre part Barceló continue son travail de céramiste chez Jeroni Ginard à Majorque et entame une collaboration avec Armelle et Hugo Jakubec aux Rairies près d'Angers. Là il développe des travaux de plus grande envergure, au sens propre, créant des vases gigantesques, véritables sculptures en reliefs d'animaux divers (souvent des poissons), de cranes, de fruits et légumes. Ces terres cuites sont réalisées dans la perspective d'une importante exposition au musée des arts décoratifs de Paris qui a lieu en 2000, et rassemble plus d'une centaine de céramiques.

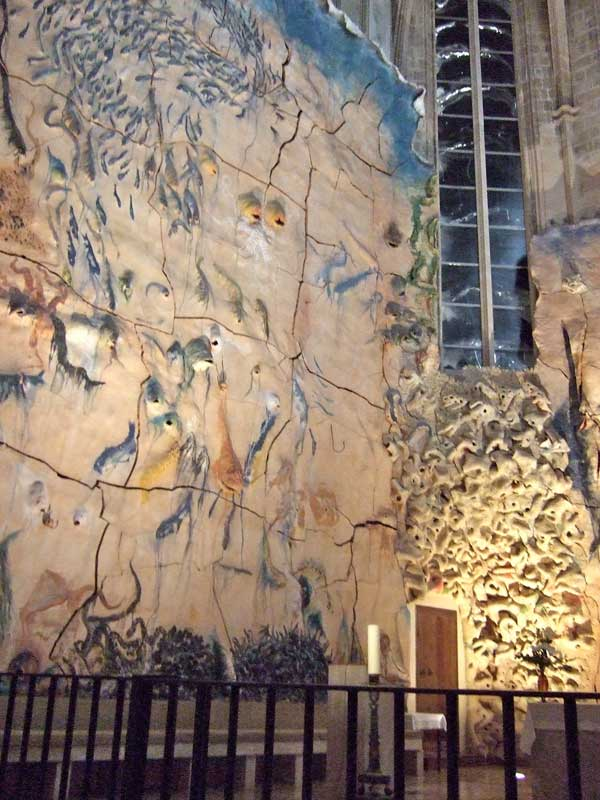
Détail de la paroi de la cathédrale de Palma de Majorque.

Miquel Barceló réalise un retour à la peinture au cours d'un séjour à La Graciosa aux îles Canaries en mars 2001. Cette période est marquée par des tableaux très vifs et colorés inspirés des fonds marins, des poissons, des vagues qu'il côtoie lors de plongées sous-marines qu'il pratique régulièrement. Il réalise également au printemps de cette année-là l'une de ses sculptures les plus connues, Mobili un énorme crane de singe sur roue en bronze. Il se voit alors confier la commande d'État pour les décorations d'une chapelle de la cathédrale de Palma de Majorque. Barceló se consacrera à cet important travail pendant les cinq années suivantes, faisant notamment de fréquents séjours dans l'atelier de Vincenzo Santoriello à Vietri sul Mare près de Naples pour réaliser les maquettes et des céramiques pour le projet. Durant cette période il exécute également les dessins pour illustrer la Divine Comédie de Dante qui, après une exposition délocalisée sur les quatre îles des Baléares en 2003, sera présentée au musée du Louvre, fait exceptionnel du vivant d'un artiste, d'avril à juillet 2004 en parallèle de l'exposition Dante et Virgile aux enfers d’Eugène Delacroix. Il reçoit en octobre 2003 le Prix Prince des Asturies pour les Arts, l'une des plus importantes distinctions espagnoles à dimension internationale. L'année 2005 pour Barceló sera consacrée à de nombreux voyages en bateau en Méditerranée tout en suivant l'évolution des travaux de la cathédrale de Palme et une tournée en Amérique du Nord où il expose à New York et au Mexique.
Il réalise en 2006 deux projets importants qui dépassent son travail habituel : d'une part il séjourne une longue période au Mali où il donne des cours à des étudiants du Conservatoire des Arts et Métiers Balle Fasseké Kouyaté de Bamako et d'autre part il monte sur scène pour la première fois avec Josef Nadj pour leur spectacle-performance Paso Doble présenté en juillet dans l'église des Célestins au Festival d'Avignon. La fin de l'année est consacrée aux décorations de la chapelle de Palma et plus particulièrement à la réalisation des vitraux. L'inauguration de la chapelle de la cathédrale de Palma de Majorque a lieu le 2 février 2007, en présence du roi Juan Carlos d'Espagne. Par la suite, ce dernier et l'État espagnol lui confieront la décoration d'une salle de conférence du Palais des Nations à Genève, notamment de son immense coupole de 1 500 m2, que l'Espagne souhaite offrir en cadeau aux Nations unies. Le projet est mené à bien entre 2007 et 2008 pour son inauguration par le roi d'Espagne et Ban Ki-moon le 18 novembre 2008. En 2009, il représente son pays lors d'une rétrospective de ses œuvres des années 2000 au pavillon de l'Espagne de la Biennale de Venise et durant l'été 2010, la ville d'Avignon lui consacre une importante exposition Terra Mare sur trois sites (Palais des Papes, Collection Lambert, et Musée du Petit Palais) notamment dans le cadre du festival. La même année, il anime un atelier collaboratif pour les étudiants de l'École nationale supérieure d’architecture de Versailles

## Œuvre de Barceló

### Peinture et sculpture

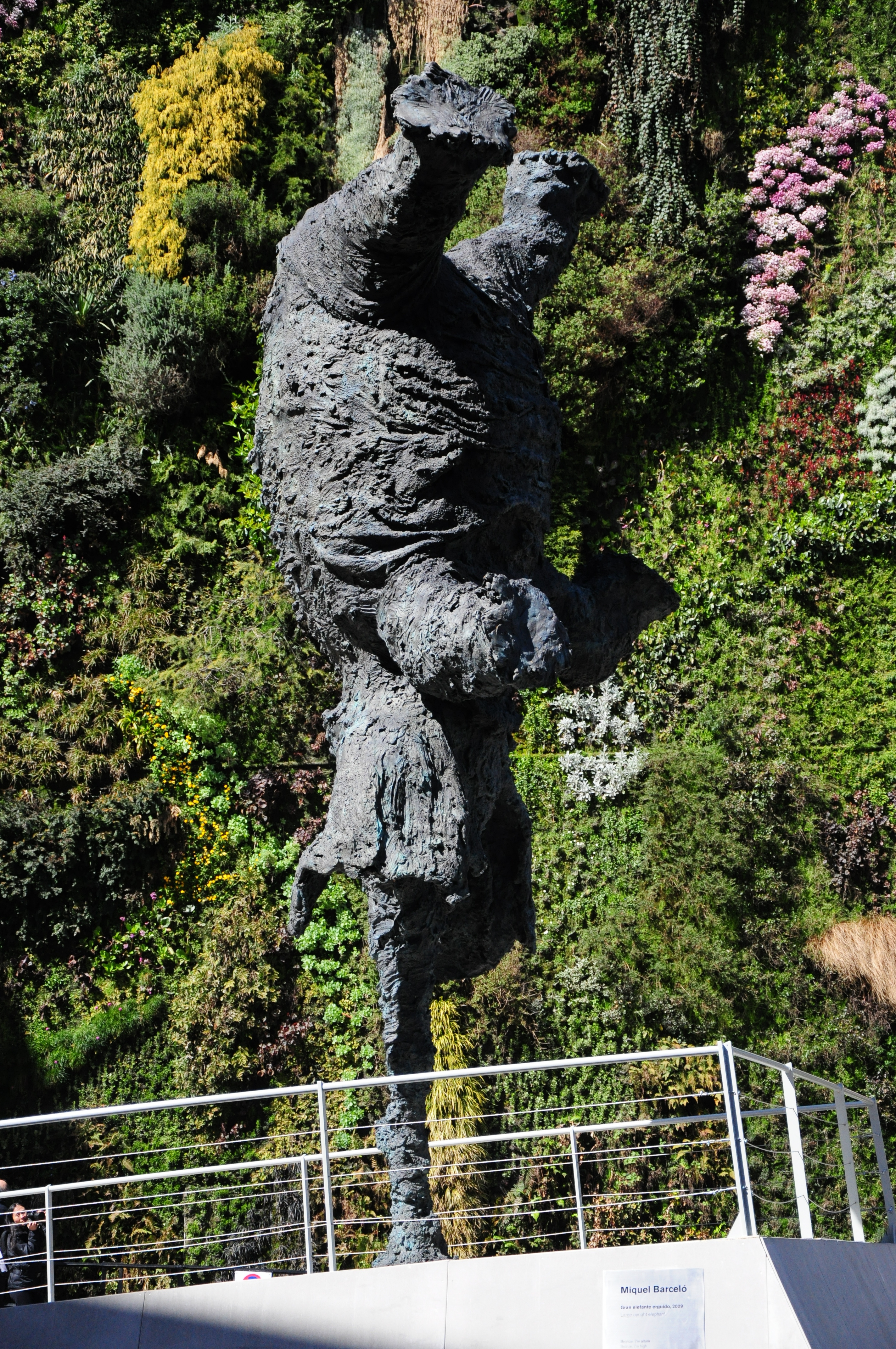
Gran Elefant dret (« grand éléphant droit »), 2009, exposé à Madrid.

Reconnu très jeune comme un peintre important et souvent considéré comme appartenant au mouvement néo-expressionniste,, le style de Miquel Barceló est à la fois associé au modernisme et au post-modernisme à l'instar de peintres comme Anselm Kiefer ou Julian Schnabel. Son œuvre s'est construite au fil des années avec toutes les techniques du dessins, de l'aquarelle et de la peinture, puis s'est élargie à la poterie et à la sculpture, à la réalisation de décors et costumes de scènes voire à la création de spectacles, et à l'édification de réalisations monumentales résultant de commandes d'État pour des lieux particuliers. Peu d'artistes ont ainsi démontré une création tant protéiforme, le rapprochant immanquablement dans la variété de ses productions du travail d'un autre peintre espagnol, Picasso.
La « période classique »
Durant cette première période de Miquel Barceló, qui débute schématiquement en 1979 pour finir en 1987, plusieurs sujets de prédilections ont constitué l'essentiel de ses créations. Ce sont les séries des Bibliothèques et des Ateliers, des Autoportraits, du Louvre et des Restaurants chinois,,. Ses peintures s'inscrivent alors dans un domaine intimiste et introspectif, traitant principalement de l'univers entourant le peintre, que ce soit de son goût poussé pour la littérature, l'ambiance de son atelier de travail et le dialogue créatif avec des maîtres du passé, où ses séries d'autoportraits méditatifs.
Le « minimalisme désertique »
Les œuvres de cette période sont de grands tableaux de paysages blancs sur fonds colorés généralement plus ou moins visibles, si ce n'est grâce à leur titre, sur lesquels sont disposés pierres, « coprolithes », et objets divers (coupes, verres) avec leurs ombres portées. À propos de cette période artistique qui correspond à sa vie à New York durant la période 1986-1987 et à son immédiat retour de son premier voyage en Afrique, Barceló déclare : « Je suis parti vers l'Afrique parce que mes tableaux devenaient blancs, non pas à force d'y mettre rien, mais à force de tout enlever. Je suis allé dans le désert, parce que mes tableaux ressemblaient au désert ». Ces tableaux, très minimalistes dans leur apparence mais riches de matières diverses dans les couches de peintures accumulées mais laissant apparaître des transparences, sont pour Barceló, comme un « effacement des choses et une genèse ».
Les corridas

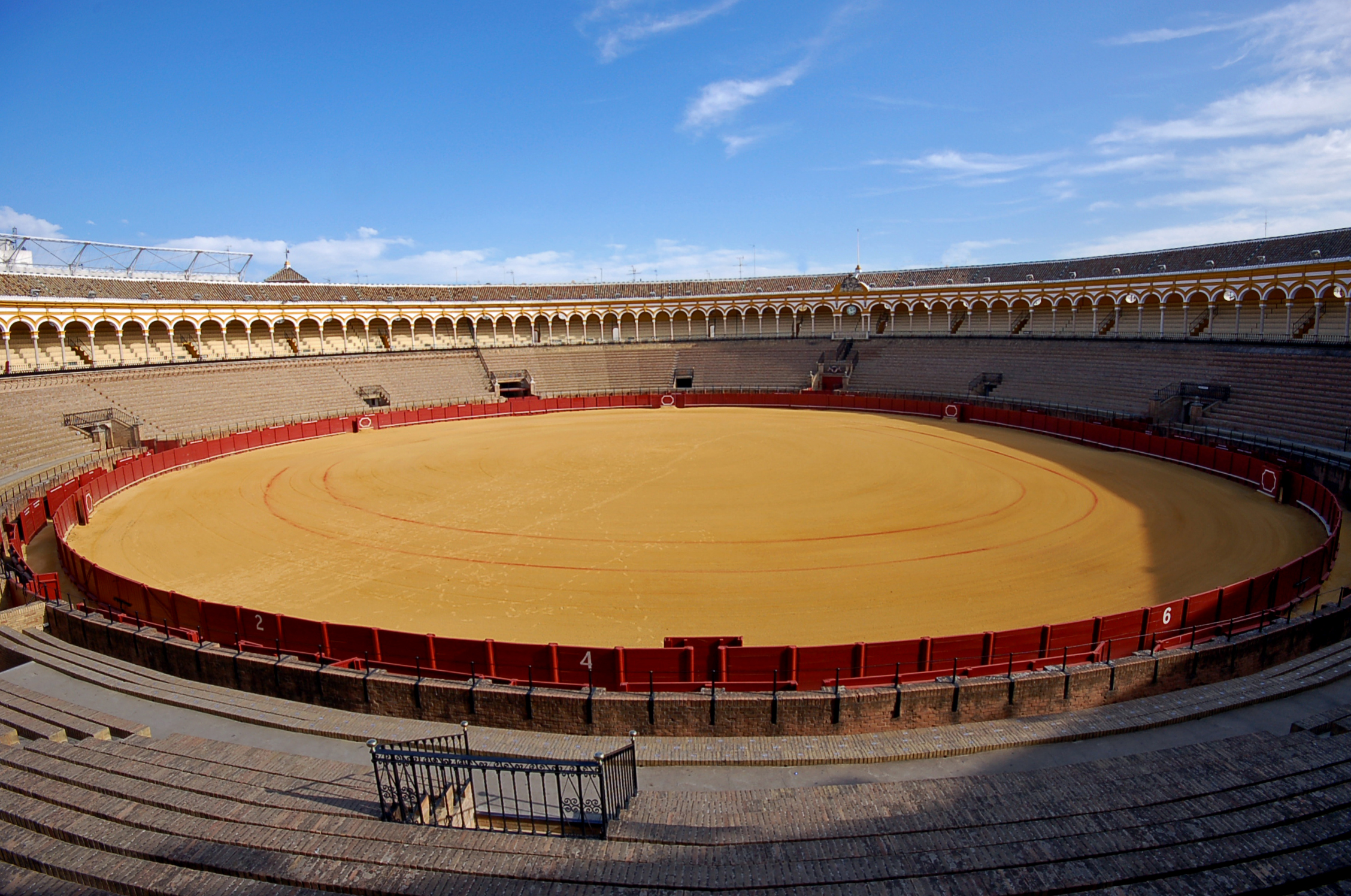
Les arènes, une source d'inspiration pour Barceló.

Comme pour beaucoup de peintres espagnols avant lui, la culture de la corrida a influencé l'œuvre de Barceló de 1987 à 1993. Cependant, contrairement à Picasso qui s'attachait à dessiner le taureau, le cheval, la lutte sanglante du spectacle ou à Salvador Dalí qui s'attachait à la mythologie, Barceló place avant tout l'espace même que constitue l'arène au centre de sa toile. C'est essentiellement la circularité du lieu qui l'inspire et se transforme en mouvement tourbillonnant, en vortex lumineux et très colorés chargés de matières qu'il retravaille dans leurs masses avec de lourds outils (scie circulaire, couteau...). L'émotion du spectacle se trouve dans son travail, non pas dans le combat de l'animal contre l'homme, mais se déplace dans le mouvement du peintre vis-à-vis de la composition de sa toile autour de laquelle Barceló tourne et projette de manière centrifuge les amas de matières qui la compose, jusqu'à la faire déborder largement du cadre de la toile et excentrer nettement torero et taureau. Ses toiles sont des « cercles magiques » ou des « trous noirs » qui attirent et expulsent violemment les lumières et les éléments constituants et le sujet de la corrida n'est qu'un prétexte pour nourrir de manière « cannibale » son geste artistique.
Le travail de Barceló sur la corrida est aussi celui d'un aficionado, notamment dans la série des techniques mixtes sur toile réalisées en 1990, présentées à la galerie Bruno Bischofberger de Zurich, et réunies en un catalogue où elles sont confrontées aux photographies de Lucien Clergue. Elles témoignent de l'intérêt de Barceló pour la tauromachie et plus précisément pour l'ensemble des étapes d'une lidia qu'il décompose en les stylisant. Cette série est composée, de paseos, de véroniques, d'estocades, de poses de banderilles. Les mouvements stylisés comme la passe de poitrine ou l'estocade restent très justes, au plus près d'une réalité renvoyée par la photographie par Lucien Clergue de la même passe.
Le tableau Tres equis, qui fait partie de la série des 34 techniques mixtes sur la tauromachie, présente la faena de muleta, dernier tercio de la corrida. Ce thème a été traité plusieurs fois par l'artiste sous divers titres dont Faena de muleta. Barceló a également signé plusieurs lithographies taurines, parmi lesquelles : Toro, et de nombreuses affiches, notamment pour la feria de Nîmes 1988 et celle de la San Isidro pour les arènes de Las Ventas de Madrid en 1990. Il a en outre rendu hommage en 2011 au matador José Tomás auquel il a dédié l'affiche de la dernière corrida de Barcelone qui a déclenché chez les collectionneurs une sorte de frénésie d'achat.
En mai 2015, l'artiste reconnaît que « la tauromachie est finissante ».
Les portraits
Comme de nombreux peintres, Miquel Barceló a réalisé un grand nombre d'autoportraits à partir des années 1980, notamment dans la série des bibliothèques, où il se représente, pensif, au milieu de nombreux livres, verres de vin, et récipients variés, souvent nu et entouré de fumées. À ce titre L'Amour fou de 1984, où l'artiste se représente allongé sur un lit, en érection, au milieu d'un bibliothèque fournie de ses auteurs préférés (Nabokov, Scott Fitzgerald, Proust, Joyce, Baudelaire...) est emblématique de cette période. Ces autoportraits constituaient alors quasiment les seules figures humaines de ces tableaux, car Barceló éprouvait alors une difficulté « à être le bourreau sous le regard de la victime ». À partir de 1992, il entame des séries de portraits de ses amis proches comme Paul Bowles (1992), Castor Seibel (1992), Bruno Bischofberger (1993), Evgen Bavcar (1994), Pierre Bergé, Hervé Guibert (près de 25 portraits), Bernard Picasso ou Hervé Landry (2000), et de ses concitoyens dogons de Gogoli comme son ami Ogobara (1996). Ces tableaux où l'on reconnait le visage du modèle ne sont toutefois pas hyperréalistes et s'inscrivent largement dans son travail de rapport entre la matière et le support, avec des strates et surfaces déformées qui incluent souvent poils, cheveux, ou dents réels.
Les crucifixions
Les tableaux représentant divers types de crucifixions sont parmi les œuvres les plus importantes, caractéristiques, et célèbres du peintre. C'est à la suite de son premier voyage au Mali que Barceló, frappé par les « poulets pendus du marché de Sangha », commence à peindre différents types d'animaux crucifiés, généralement la tête en bas, et le corps écartelé et décharné qui se fond dans la toile. Cette peinture est réalisée à l'économie, le plus souvent sur une toile de très grand format, peinte avec beaucoup de matières et de couleurs obscures généralement sans décor. Ces animaux « transsubstantiés » aux chairs décomposées sous le climat de l'Afrique font référence évidemment aux scènes picturales sacrées de la Crucifixion mais également aux grandes toiles d'écorchés de Rembrandt, Chaïm Soutine, ou Francis Bacon. Les œuvres emblématiques de cette période sont Gran animal europeu (1991), Le Bal des pendus et Somalia 1992 (1992). Une deuxième période de crucifixions correspondra à une exposition intitulée Il Cristo della Vucciria qu'il organise dans une église de Palerme où ses grandes toiles, alors faites de papier journal blanchi montées sur canevas, s'orientent vers plus de simplicité encore et de sens religieux investissant les différents autels et chapelles latérales du lieu : le Cristo-radice et Cavallo crocifisso de 1998 sont les plus notables.
Les aquarelles et carnets de voyages

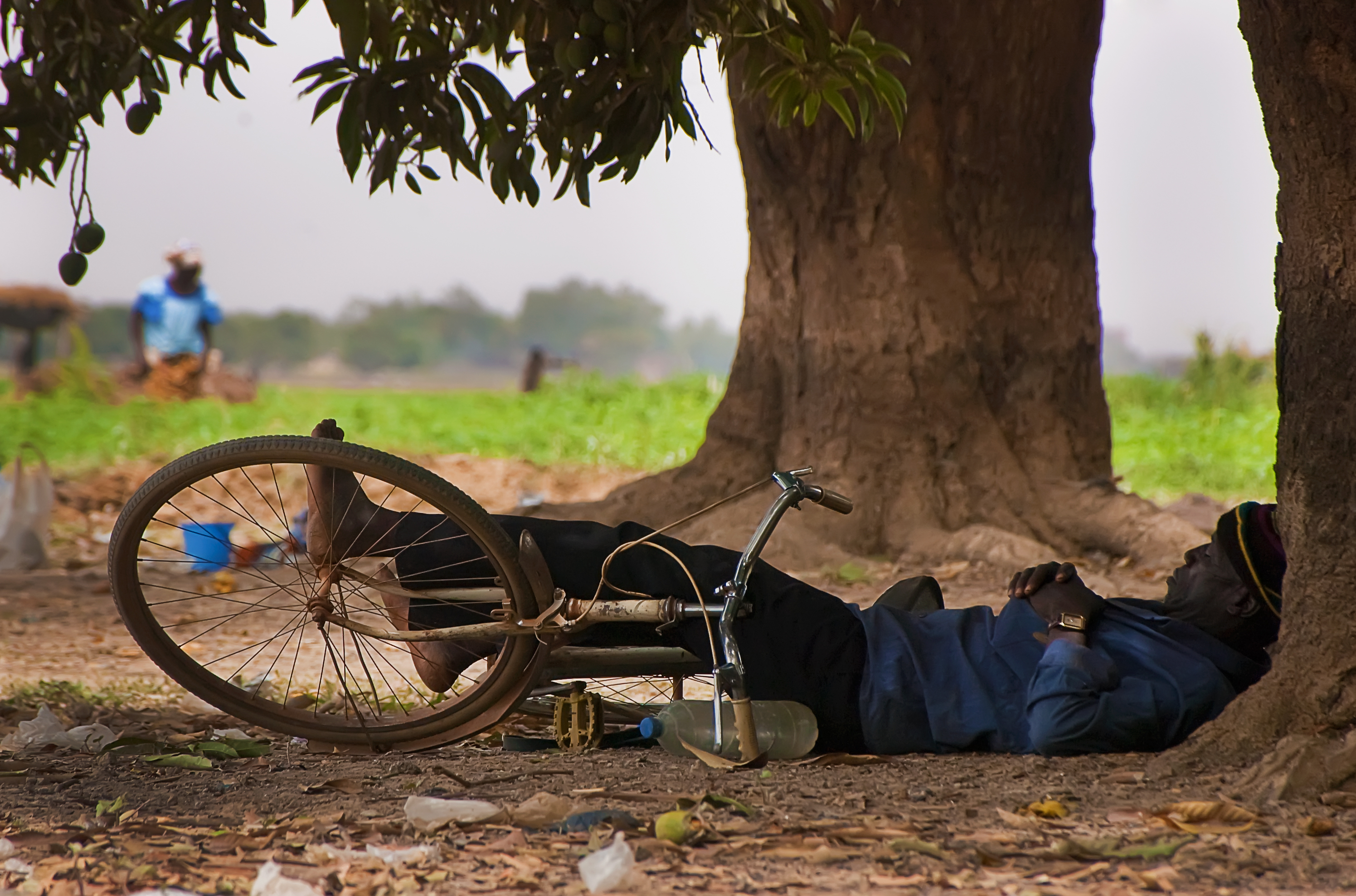
Les situations d'Afrique, comme ici cet homme à Ouagadougou, sont la source centrale d'inspiration de Barceló pour ses Carnets d'Afrique.

Barceló peut être considéré comme un important aquarelliste et dessinateur contemporain. Son travail préparatif se base depuis de nombreuses années sur la réalisation de dessins rapides et de lavis d'aquarelle effectués dans de nombreux carnets réalisés lors de ses voyages, notamment en Afrique, constituant petit à petit durant la période 1990-2000 une part centrale de son œuvre. Ces carnets ont suivi l'évolution stylistique du peintre, avec une première période emprunte du « minimaliste désertique », de dessins dans les tons gris, marron, souvent réalisés à base de pigments et de terres locaux comme pour les Carnets Grand Bassam, les Carnets d'Assynie (1990-1991) et les Carnets Gogoli (1992). Une importante série est constituée par les Carnets des Livres des trous (1993) qui furent remplis après avoir été disposés sur des termitières que les insectes trouèrent aléatoirement créant ainsi une source d'inspiration formelle pour Barceló qui compléta les vides créés par les insectes. À la fin des années 1990, il évolua dans la réalisation d'importantes aquarelles très vives et colorées représentant diverses scènes de la vie quotidienne africaine dans la série des Carnets de Sangha. Il réalise en 2004 un autre important voyage dans la boucle du Niger au cours duquel il réalise une nouvelle série d'aquarelles très colorées, ayant principalement pour sujet les femmes maliennes vêtues de tissus aux motifs vifs et affairées aux tâches quotidiennes. Ces aquarelles et un carnet de voyage serviront de support à l'édition d'un livre intitulé Ce que vous cherchez il y en a dans lequel il précise l'importance pour son travail des marchés du Mali qui sont une « orgie de couleurs […]. Impossible de reproduire ça ailleurs. »
Les amas de matières
La sculpture
Barceló est venu assez tardivement à la sculpture, à partir du début des années 1990. Une de ses premières réalisations importantes fut la transposition de son chat, effilé aux longues pattes se terminant en pinceaux, présent souvent au premier plan dans ses toiles de grandes dimensions en relief représentant son atelier, qu'il réalise en plâtre et dont il tire des bronzes intitulés Chat aux pinceaux en 1993. Son travail de sculpteur, si sont écartées les céramiques qui peuvent y être apparentées, est principalement tourné vers la réalisation d'animaux comme la Tête de gorille ou le célèbre Elefandret (2004), éléphant imposant reposant sur sa trompe, ou de leur transmutation comme pour Mobili (2001) utilisant un crâne de singe monté sur roues.
Les céramiques
Les premiers essais de céramiques de Barceló résultent en grande partie des conditions atmosphériques qu'il a rencontrées au Mali. En effet, l'utilisation de l'aquarelle voire de la gouache, était rendue impossible en raison de l'extrême sécheresse des mois de janvier à juillet dans la région de la boucle du Niger. Devant l'impossibilité de réaliser ses peintures et la difficulté à travailler sous la chaleur, il décide en 1994 de s'initier à la poterie avec une vieille femme du village de Sangha dans lequel il réside. Il modèle alors des terres cuites à 400 °C dans un four à ciel ouvert, d'inspirations zoomorphes et des masques qui constitueront ses premières études dans ce domaine avec des œuvres comme Pinocchio, Two Torsos et Tête d'amo. Son travail sur la céramique s'apparente en réalité à une forme de sculpture utilisant des techniques et une expression alternative. En 1996 et 1997, il travaille aux techniques traditionnelles de céramique dans l'atelier de Jeroni Ginard à Artà à Majorque, dont un certain nombre seront coulées en bronze. Son intérêt grandissant pour la matière meuble que constitue la glaise, l'a conduit en 1999 à travailler dans l'atelier d'Hugo et Armelle Jakubec aux Rairies près d'Angers pour réaliser de plus grands formats et constituer la base d'expositions ambitieuses telle que celle tenue au musée des arts décoratifs de Paris en 1999. De l'exploration des techniques de céramiques est issu en grande partie le projet monumental de la chapelle de la cathédrale de Palma de Majorque, complété en 2006, ainsi que Paso doble, un spectacle théâtral conçu la même année en collaboration avec le chorégraphe contemporain Josef Nadj qui remportera un important succès en France et à l'étranger.

### Autres réalisations
En 1986, Miquel Barceló a peint une coupole de 12 mètres de diamètre pour l'ancien marché aux fleurs de Barcelone transformé en théâtre. Il réalisa également en 1998 la redécoration d'une église Santa Eulalia dei Catalanià à Palerme, dans le cadre d'une exposition, Il Cristo della Vucciria, de son travail pictural et sculptural avec les poteries. Entre 2000 et 2002, il a réalisé les illustrations de la Divine Comédie de Dante dont les dessins furent présentés au Louvre en d'avril à juillet 2004 avant d'être édités.
En 2005, dans le cadre d'une commande publique, il a réalisé pour la Chalcographie du Louvre une gravure à l'eau-forte et à l'aquatinte intitulée Marx, Lénine, Engels (Vanité aux trois crânes).

#### Chapelle de la cathédrale de Palma de Majorque

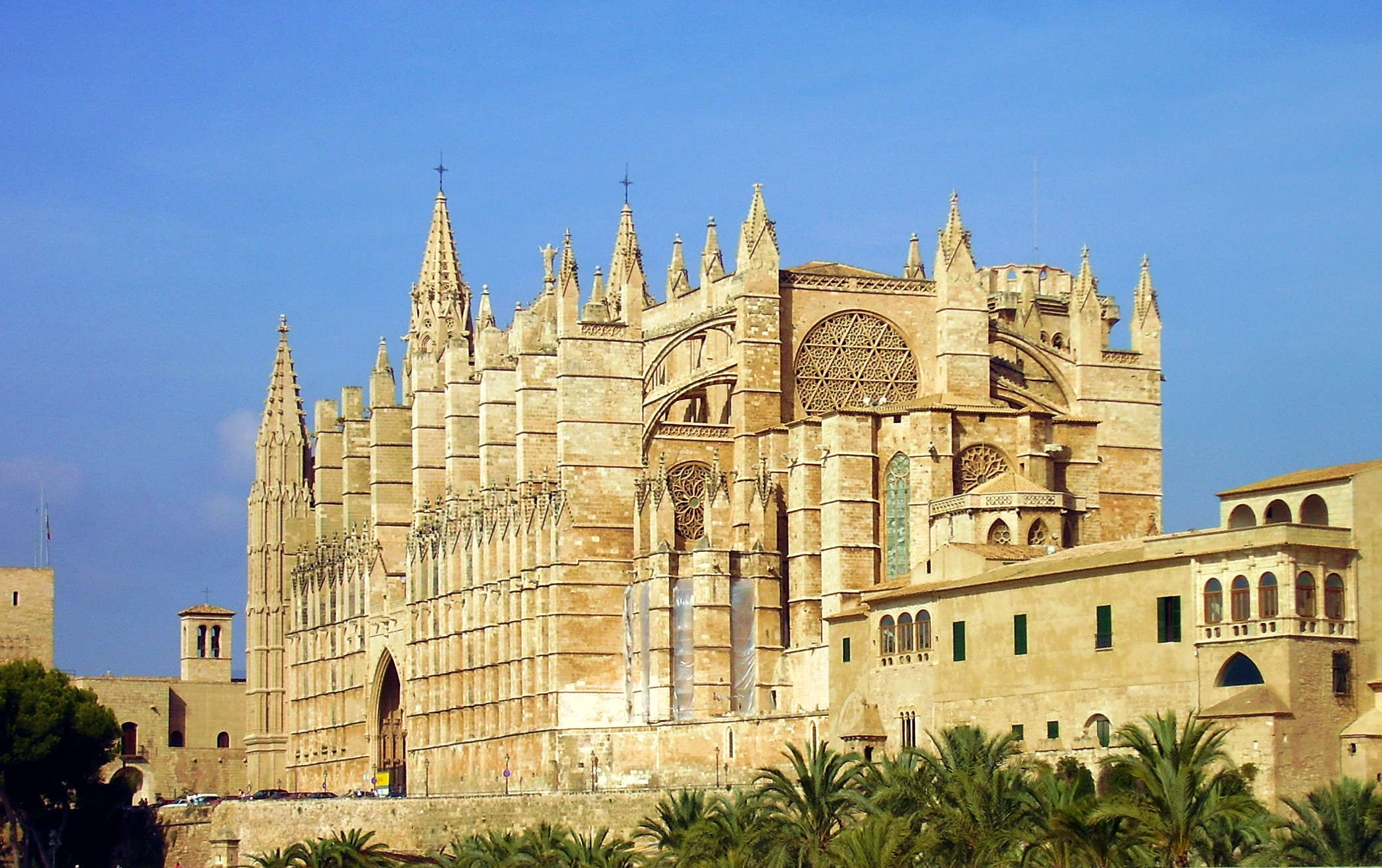
La cathédrale de Palma de Majorque en 2006. Au centre la chapelle Sant Pere au moment du changement des nouveaux vitraux par Barceló (bâches protectrices).

Une œuvre majeure de Barceló fut la réalisation de 2001 à 2006, sur commande, des décorations intérieures, mobilier, et des vitraux de la chapelle Sant Pere de la Seu de la cathédrale Bajo el mar de Palma de Majorque sur son île natale, qui ont été inaugurés par le roi Juan Carlos d'Espagne le 2 février 2007. Sur une surface d'environ 300 m2, l'artiste a représenté sur la verticalité des murs, des scènes d'eucharistie empruntant à l'Ancien et au Nouveau Testament (symboles du Christ - poisson, pain...) et à la culture des îles Baléares. Son travail s'articule autour de supports de poteries et de céramiques polychromes, réalisées en collaboration avec le céramiste Vincenzo Santoriello, créant des sculptures rappelant l'art pariétal. Il a également conçu les vitraux, en collaboration avec l'atelier de Jean-Dominique Fleury à Toulouse, qui ont été changés pour l'occasion. Cette réalisation est considérée par Dore Ashton, une importante critique d'art américaine, comme l'un des travaux les plus importants de l'artiste.

#### Palais des Nations à Genève

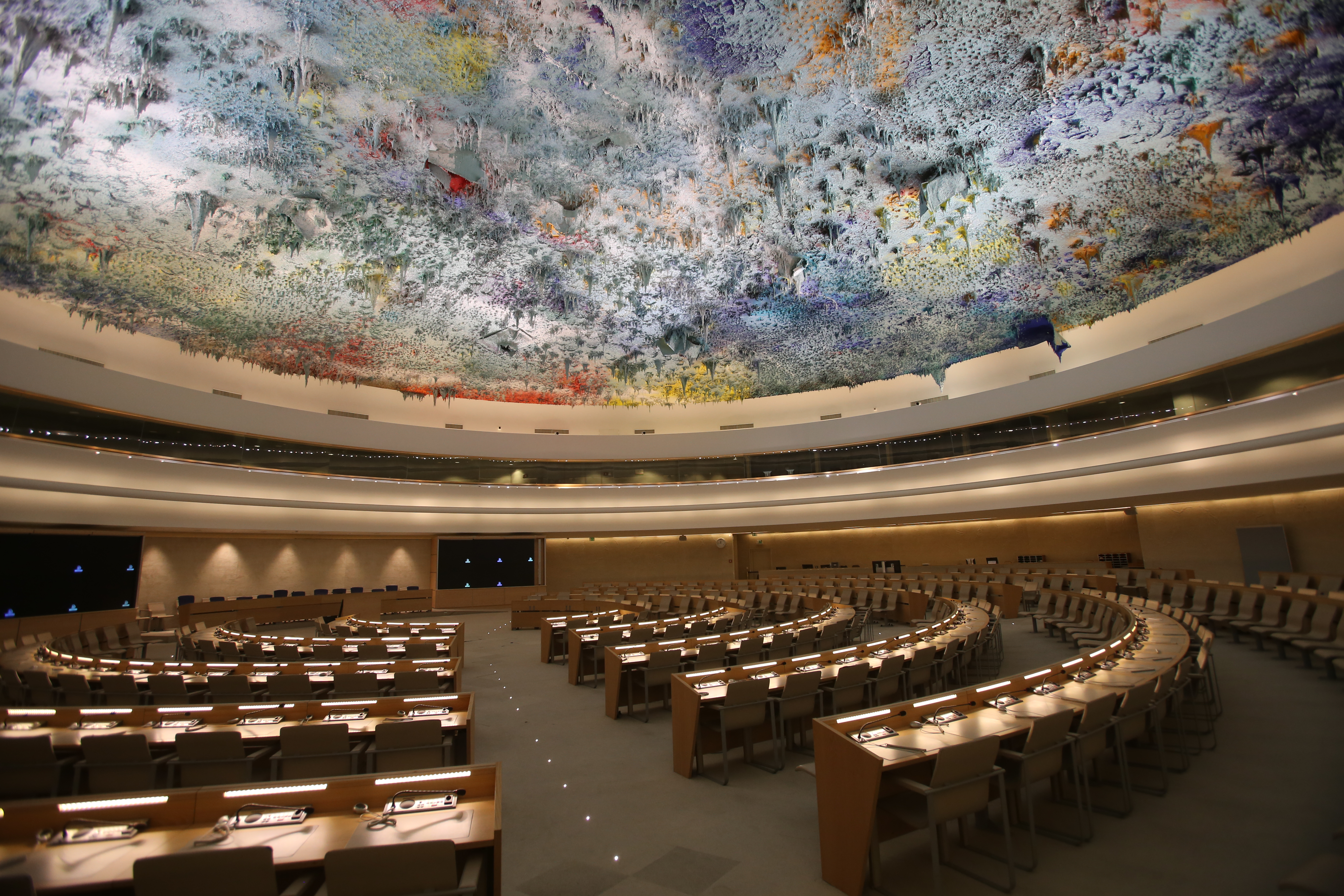
Plafond du palais des Nations à Genève.

Entre 2007 et 2008, Miquel Barceló a réalisé, avec une vingtaine d'assistants, la décoration de la coupole de la salle de conférence XX du palais des Nations à Genève, projet déjà proposé à Marc Chagall qui l'avait refusé pour des raisons de santé dans les années 1970. Dans le style de l'art pariétal qu'il développe depuis quelques années, le dôme de la salle est constitué d'une multitude de stalactites de couleurs vives résultant de vraies coulures de peintures (plus de 30 tonnes de peintures ont été nécessaires à la réalisation de l'œuvre). Ce projet monumental, un cadeau à l'ONU commandé par le roi d'Espagne en 2005, a suscité le débat dans le pays natal de l'artiste autour des modes de financement, dont l'artiste a déclaré ignorer le détail. L'œuvre d'environ 900 m2  est inaugurée le 18 novembre 2008 par le roi Juan Carlos et le secrétaire général de l'ONU Ban Ki-moon dans la salle où se réunira désormais le Conseil des droits de l'homme.

### Collaborations avec les artistes de la scène
Miquel Barceló a souvent collaboré avec des artistes de la scène, notamment en créant les décors de nombreux spectacles de danse, de théâtre, ou d'opéra comme Les Tréteaux de maitre Pierre de Manuel de Falla mis en scène en 1990 par Jean-Louis Martinoty ou L'Enlèvement au sérail de Mozart monté par Jérôme Deschamps et Macha Makeïeff en 2004. Mais en 2006, Miquel Barceló décide d'aller plus loin en montant sur scène avec le chorégraphe et metteur en scène Josef Nadj, pour leur spectacle collaboratif Paso doble présenté au Festival d'Avignon. Tous les soirs, le duo, qu'ils formaient, composait en direct durant le temps de la représentation une « œuvre sculpturale vivante » (à base du travail de poterie de Barceló) originale et différente à chaque fois, qui resta dans la mémoire collective et marqua particulièrement l'histoire du festival,.
En 2008, il réalise le décor de Rouge, Carmen, une pièce de théâtre mise en scène par Juliette Deschamps – qui a été sa compagne de 1999 à 2003 –, et créée à Lyon lors du festival des Nuits de Fourvière.
En 2011, Miquel Barceló interprète son propre rôle dans le documentaire Los pasos dobles (2011) d'Isaki Lacuesta consacré à l'artiste catalan qui part sur les traces de François Augiéras en pays Dogon.
En 2016, il crée au Musée Picasso de Paris une performance de peinture directe avec le compositeur Pascal Comelade, intitulée L'Image fantôme. Cette situation sur la disparition progressive d'une œuvre peinte a été présentée en 2017 à Kyoto, Salamanque et Zurich.

## Principales œuvres
| - Nicotina, 1980, technique mixte sur papier. - Mapa de carn, 1982, huile sur toile (195 × 345 cm), Fondation La Caixa, Barcelone. - Pintagossos gris, 1982, acrylique sur toile (195 × 147 cm), CAPC de Bordeaux - Pintagossos vermell i groc, 1982, acrylique sur toile (195 × 147 cm), CAPC de Bordeaux - Étude pour jeune homme ivre, 1982, technique mixte sur papier (149 × 100 cm), Collection Lambert à Avignon. - Il pintor damunt el cadro, 1983, technique mixte sur toile (263 × 319 cm), Les Abattoirs, Toulouse. - Peintre brûlant ses tableaux, 1983, technique mixte sur papier (150 × 100 cm), Collection Lambert à Avignon. - L'ombra che trema, 1983, huile sur toile (300 × 600 cm). - Le Jugement de Salomon, 1983, technique mixte sur toile (312 × 200 cm), Musée national d'art moderne, Paris. - Série des Bibliothèques, 1984, huiles et techniques mixtes sur toiles et papiers. - L'Amour fou, 1984, huile sur toile (285 × 403 cm), Fondation La Caixa, Barcelone. - Le Petit Amour fou, 1984, huile sur papier (105 × 110 cm), Collection Lambert à Avignon. - Louvre (noir et blanc), 1985, huile sur toile (303 × 210 cm), Musée Reina Sofía, Madrid. - Big Spanish Dinner, 1985, huile sur toile (200 × 300 cm), Musée Reina Sofía, Madrid. - Tous les dessins de 1985, 1986, technique mixte sur toile (300 × 200 cm). - Sistole / Diastole, 1987, technique mixte sur toile (300 × 400 cm), CAPC de Bordeaux. - Memorial Soup, 1987, technique mixte sur toile. - Femme avec les pieds propres, 1988, gouache sur papier. - Déjeuner sur l'herbe II, 1988, technique mixte sur toile (206 × 330 cm), Musée Reina Sofía, Madrid. - Coprolithes I et Coprolithes II, 1988, technique mixte sur toile. - Petit Mirage, 1989, technique mixte sur toile. - La Flaque, 1989, technique mixte sur toile, Fondation Juan-March. - Paysage pour aveugles sur fond rouge, 1989, technique mixte sur toile, Galerie Bruno Bischofberger, Zurich. - Paysage pour aveugles sur fond vert, 1989, technique mixte sur toile, Collections BBVA. - Toile blanche, 1989, technique mixte sur toile (225 × 287 cm), Musée d'art contemporain de Barcelone. - El ruedo amarillo, 1990, technique mixte sur toile. - Corrida 1990, regroupant deux techniques mixtes sur toile : El paseillo, (303 × 203 cm), exposé à la Galerie Bruno Bischofberger, à Zurich en 1991 et La suerte de matar, (294 × 264 cm), collection privée, qui font partie des 34 œuvres sur la lidia peintes cette même année avec la même technique. - Saison des pluies I, 1990, technique mixte sur toile, Collection Jérôme de Noirmont. - Saison des pluies II, 1990, technique mixte sur toile (229 × 285 cm), Musée d'art contemporain de Barcelone. - Le Déluge, 1990, technique mixte sur toile, (230 × 285 cm) Musée Guggenheim, Bilbao. - Autour du Lac Noir, 1990, technique mixte sur toile. - Carte d'Espagne, 1990, technique mixte sur papier. - La Cuadrilla, 1990, technique mixte sur toile, (200 × 200 cm), exposé à la Galerie Bruno Bischofberger, Zurich en 1991. - Toro, 1990, série de lithographies sur papier coloré, (160 × 65 cm), exposé à la Galerie Bruno Bischofberger, Zurich en 1991. - 536 kilos, 1990, technique mixte sur toile, (164 × 135 cm), Collection Juan Abello. - Carnet Assinie, 1991, dessins et aquarelles. - Carnets Grand Bassam, 1990-1991, dessins et aquarelles. - Le Golfe de Guinée, 1991, séries de gouaches sur papier. - Ga ba kofe, Kulu, et Che nani, 1991, peintures et fibres sur toile (petits formats), Galerie Bruno Bischofberger, Zurich. - Gran animal europeu, 1991, technique mixte sur toile. - Dos polls, 1991, technique mixte sur toile, collection Fischbach, Los Angeles. - Toile paradis, 1991, technique mixte sur toile (235 × 285 cm), Musée d'art contemporain de Barcelone. - Toile débordante, 1991, huile sur toile (200 × 200 cm), Fondation La Caixa, Barcelone. - De rerum natura, 1992, technique mixte sur toile (300 × 400 cm), Carré d'art, Nîmes. - Cécile à neuf mois, 1992, technique mixte sur toile. - Boubou baby-foot, 1992, peinture sur toile. | - Setze Penjats, 1992, ensemble de peintures (155 × 967 cm), Galerie Bruno Bischofberger, Zurich. - Le Bal des pendus, 1992, ensemble de peintures (235 × 375 cm), Fondation Suñol, Barcelone. - Cabrit i cabrida, 1992, technique mixte sur toile (297 × 246 cm), Musée Guggenheim, Bilbao. - Carnets Gogoli, 1992, dessins et aquarelles. - Somalie 92, 1992, technique mixte sur toile (195 × 130 cm), Fondation Gianadda, Martigny. - Sans titre, 1992, technique mixte sur toile (236 × 286 cm), Les Abattoirs, Toulouse. - Livre pour aveugles, 1993, 48 lithographies en relief conçues avec Evgen Bavcar. - Livre des trous, 1993, carnets regroupant dessins et aquarelles. - Animal du peintre (Chat aux pinceaux), 1993, sculpture sur plâtre et bronze, Galerie Bruno Bischofberger, Zurich et Musée Reina Sofía, Madrid. - Atelier enfumé, 1993, technique mixte sur toile, galerie Jérôme de Noirmont. - L'Atelier au sculpture, 1993, technique mixte sur toile (200 × 300 cm), Musée Reina Sofía, Madrid. - Atelier avec sculptures équestres, 1993, technique mixte sur toile (237 × 238 cm), Musée d'art contemporain de Barcelone. - Nu de dos allongé, 1993, technique mixte sur toile (132 × 165 cm), FRAC Île de France, Paris. - Oignon et figure, 1993, Lithographie cire (120 × 80 cm), Fonds municipal d'art contemporain de la Ville de Paris, Paris. - L'Anguille, 1993, technique mixte sur toile. - Portrait de Bruno Bischofberger, 1994, technique mixte sur toile, Collection Bruno Bischofberger. - 3 Tomátiques, 1994, technique mixte sur toile. - Ex-voto à la chèvre, 1994, technique mixte sur toile (235 × 285 cm), Musée national d'art moderne, Paris. - Ball de la carn, 1994, technique mixte sur toile (285 × 725 cm), Musée d'art contemporain de Barcelone. - Atelier avec 6 taureaux, 1994, technique mixte sur toile, collection Fischbach. - Pinocchio, Two Torsos et Tête d'amo, 1994, terres cuites. - Double portrait / Deux papayes, 1995, technique mixte sur papier (recto et verso) (79 × 103 cm), Musée national d'art moderne, Paris. - Autoportrait sur pichet, 1997, fer et terres cuites. - Pinocchio mort, 1998, bronze, Galerie Bruno Bischofberger, Zurich. - Cristo-radice, 1998, technique mixte sur papier monté sur canevas (408 × 280 cm), Galerie Bruno Bischofberger, Zurich. - Cavallo crocifisso, 1998, technique mixte sur papier monté sur canevas (408 × 280 cm). - La caduta dal cavallo, 1998, technique mixte sur papier monté sur canevas (408 × 280 cm). - L'Homme chargé, 1998, technique mixte sur papier monté sur canevas (300 × 200 cm), Galerie Bruno Bischofberger, Zurich. - L'albero, 1998, technique mixte sur papier monté sur canevas (348 × 382 cm), Galerie Bruno Bischofberger, Zurich. - Ramo inclinado, 1998, technique mixte sur toile (285 × 235 cm), Musée Botero, Bogotta. - Des potirons, 1998, technique mixte sur toile (200 × 300 cm), Musée des Beaux-Arts, Bilbao. - Caramull de cinc cranis, 1998, céramique, Musée de la céramique, Barcelone. - Floquet de neu, le gorille albinos, 1999, technique mixte sur toile, collection Andersen, Munich. - Tête de gorille, 2000, bronze, Galerie Bruno Bischofberger, Zurich. - L'Ours blessé, 2000, technique mixte sur toile, collection Brandhorst, Cologne. - Une trentaine de grenades, 2001, technique mixte sur toile. - Gran rebozo, 2001, technique mixte sur toile. - Grand jaune piquant, 2001, technique mixte sur toile, Galerie Bruno Bischofberger, Zurich. - Grischoux et artichauts, 2001, technique mixte sur toile, Galerie Bruno Bischofberger, Zurich. - Mobili, 2001, bronze, Galerie Bruno Bischofberger, Zurich. - Banc de poissons bleu II, 2002, technique mixte sur toile. - Elefandret, 2004[réf. souhaitée], bronze. - Gran Elefant dret, 2009, bronze. |

## Principales expositions

### Expositions individuelles internationales

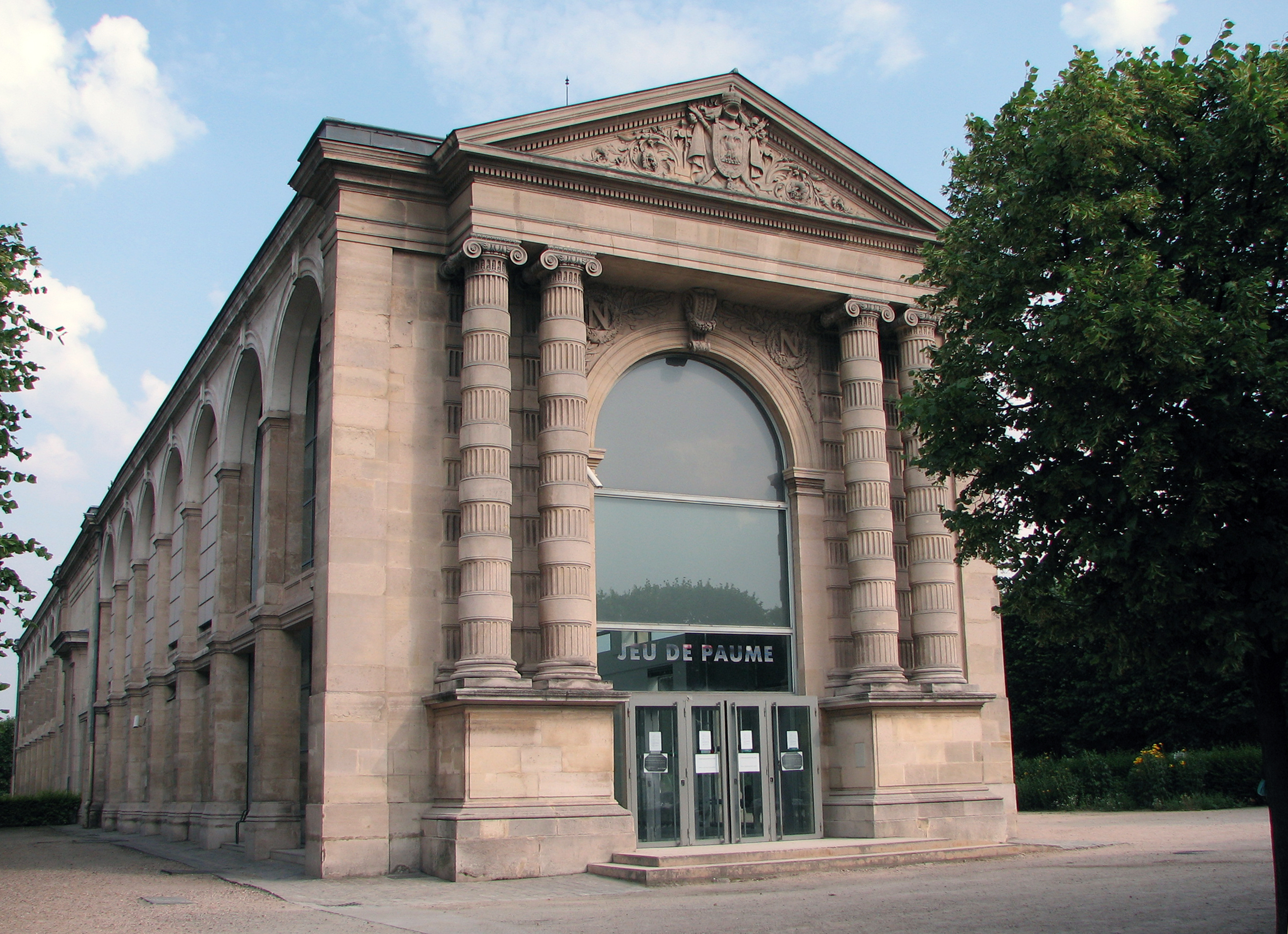
La galerie nationale du Jeu de Paume qui organisa en 1996 la première grande rétrospective de l'œuvre de Barceló.

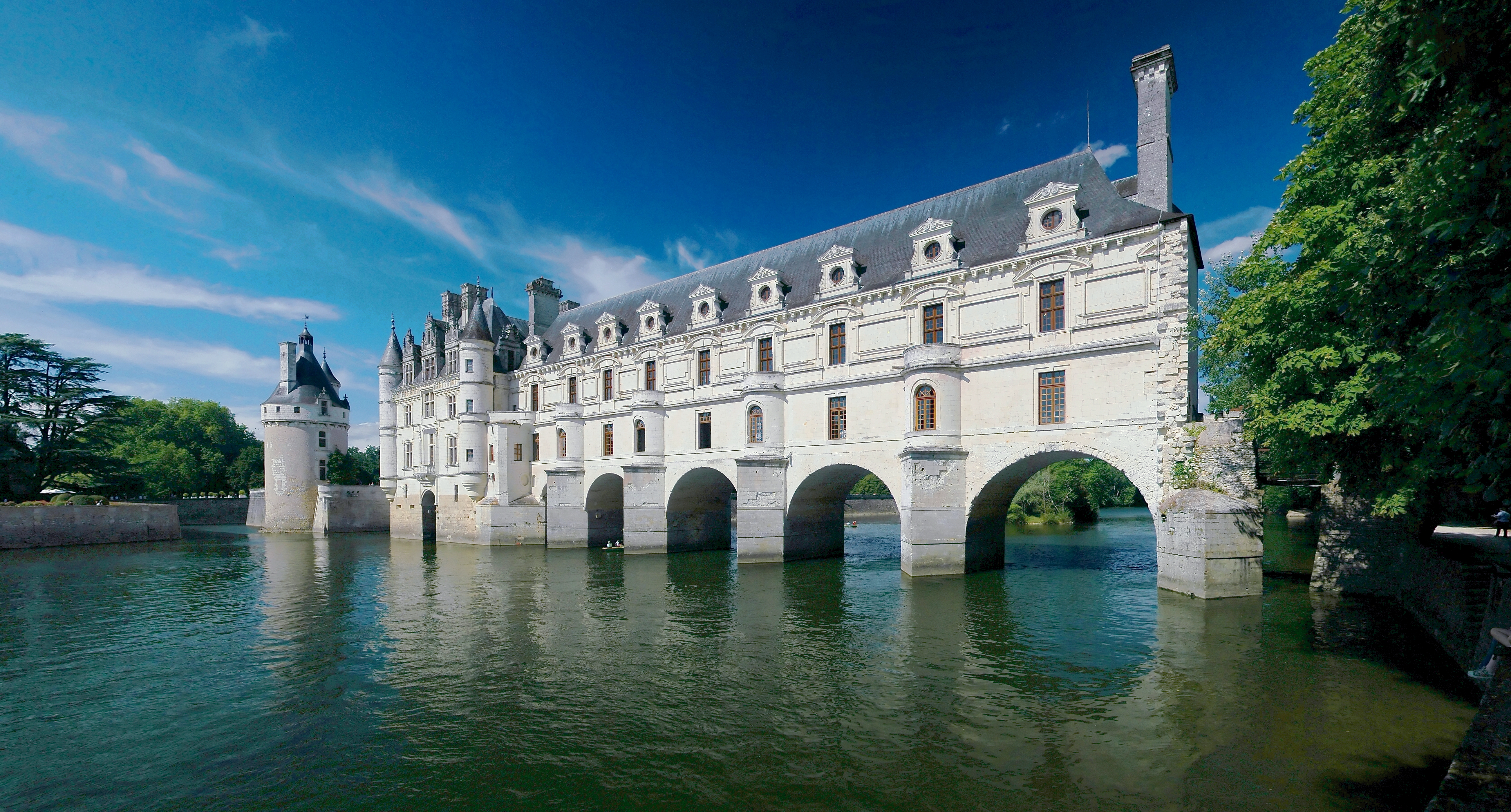
Le château de Chenonceau.

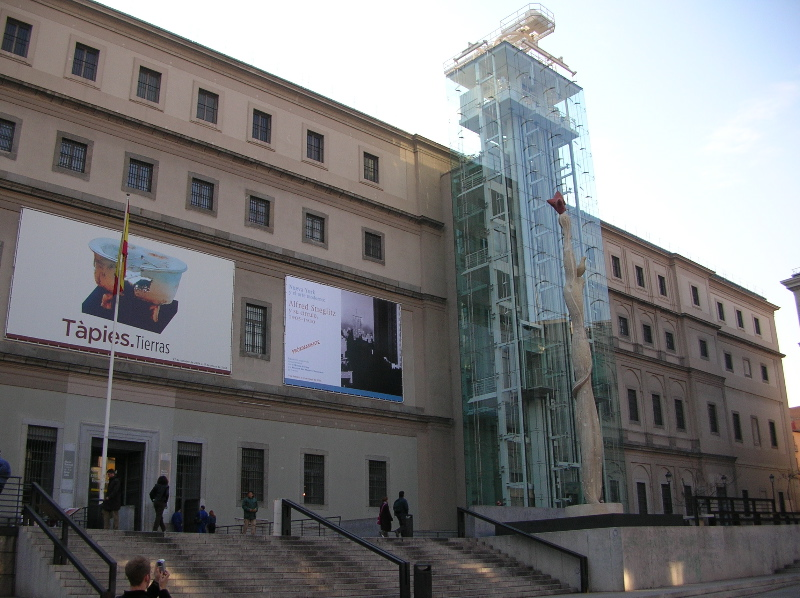
Le musée Reina Sofía à Madrid qui organisa la plus importante rétrospective Barceló en 1999 (ici présentant une exposition de Tàpies, l'une des influences de Barceló).

- 1974 : galerie d'Art Picarol à Majorque - première exposition individuelle
- 1976 : Cadaverina 15 au Musée de Palma de Majorque - première exposition dans un musée
- 1981 : Otras figuraciones à Barcelone
- 1982 : Documenta VII à Cassel
- 1982 : galerie Axe Actuel à Toulouse - première exposition hors Espagne
- 1983 : galerie Yvon Lambert à Paris
- 1984 : galerie Bruno Bischofberger à Zurich
- 1985 : Miquel Barceló. Peintures 1983-1985 au Centre d'arts plastiques contemporains de Bordeaux
- 1985 : palais de Velàsquez à Madrid
- 1985 : Institut d'art contemporain de Boston
- 1986 : galerie Leo Castelli à New York
- 1988 : Miquel Barceló. Peintures récentes au Musée d'art contemporain de Montréal
- 1991 : Miquel Barceló au Carré d'Art, musée d'art contemporain de Nîmes
- 1992 : Sculptures, Galerie Bischofberger à l'ARCO de Madrid
- 1993 : Tekeningen van Mali à la Kunsthal de Rotterdam
- 1994 : Rétrospective Barceló 1984-1994 à la Whitechapel Art Gallery de Londres
- 1995 : Institut valencien d'art moderne (IVAM)
- 1995 : Biennale de Venise
- 1996 : Miquel Barceló : Impressions d'Afrique au musée national d'Art moderne centre Georges-Pompidou et Miquel Barceló à la galerie nationale du Jeu de Paume à Paris
- 1997 : château de Chenonceau
- 1998 : Retrospective Barceló, 1988-1998, au musée d'art contemporain de Barcelone (MACBA)
- 1998 : exposition ll Cristo della Vucciria, dans l'église Santa Eulalia dei Catalani à Palerme
- 1999 : rétrospective Barceló de 1979-1999 au musée Reina Sofía à Madrid
- 2000 : musée d'Art de São Paulo
- 2001 : Miquel Barceló: un peintre et la céramique au musée des arts décoratifs de Paris
- 2002 : Mapamundi à la fondation Maeght à Saint-Paul-de-Vence
- 2002 : L'Atelier di Miquel Barceló à la Galerie nationale d'art moderne et contemporain de Rome
- 2004 : la Divine Comédie, dessins de Miquel Barceló au musée du Louvre à Paris
- 2006 : musée d'Art moderne de Lugano
- 2009 : pavillon de l'Espagne de la Biennale de Venise
- 2009 : Barceló avant Barceló, 1973-1982, Les Abattoirs, Toulouse
- 2009 : Miquel Barceló 1983-2009, CaixaForum de Madrid et de Barcelone
- 2010 : Terra-mare — Miquel Barceló, Palais des Papes, Avignon
- 2013 : Terra ignis, Musée d'art moderne de Céret, France[69]
- 2016 : Sol y sombra[70], double exposition au musée Picasso (Paris) et à la Bibliothèque nationale de France[71]
- 2019: Totem, Almine Rech Brussels

### Expositions collectives
- 1984 : Art espagnol actuel à l'École supérieure des beaux-arts de Toulouse
- 1984 : Biennale de Venise
- 1984 : MoMA de New York
- 1996 : De Picasso à Barceló, collection de la Fondation Juan March au musée Toulouse-Lautrec d'Albi
- 1999 : Grands d'Espagne : de Picasso à Barceló au château de Villeneuve
- 2002 : Champs libres, Espagne(s) - Eduardo Arroyo, Miquel Barceló, Eduardo Chillida, Carles Gabarró, Antonio Saura, José Subirà-Puig, Antoni Tàpies, Office régional culturel de Champagne-Ardenne, Épernay[72]
- 2003 : De Picasso à Barceló à la Fondation Gianadda à Martigny, Suisse
- 2006 : Miquel Barceló / Pablo Picasso, collection Lambert, hôtel de Caumont à Avignon
- 2011 : les Rencontres d'Arles

## Ouvrages et contributions
- La Boucle du désert de Paul Bowles illustré par Barceló, éditions Austral, 1996  (ISBN 2-84112-039-2)
- Miquel Barceló : Farrutx 29.III.94, en collaboration avec Bernard Picasso, éditions Images Modernes, Paris, 1999  (ISBN 2-913355-02-1)
- Carnets d'Afrique, en collaboration avec Patrick Mauriès, éditions Le Promeneur, Paris, 2003  (ISBN 2-07-073487-0)
- La Divine Comédie de Dante, trois volumes illustrés par Barceló, éditions France Loisirs, Paris, 2003  (ISBN 2-7441-6671-5)
- Pornográfica, en collaboration avec Jean-Marie Del Moral (photographie), Actes Sud, Arles, 2004  (ISBN 2-7427-5227-7)
- La Catedral Bajo el Mar, en collaboration avec Agustí Torres (photographie), éditions Galaxia Guttenberg, Barcelone, 2005  (ISBN 84-8109-212-6)
- Miquel Barceló, Ce que vous cherchez il y en a, Zurich, éditions Bruno Bischofberger, 2005, 163 p. (ISBN 3-905173-22-0)
- Cahiers d'Himalaya, éditions Gallimard/Le Promeneur, 2011  (ISBN 978-2-07-013523-3)
- Une nuit sur le Mont Chauve, en collaboration avec Michel Butor, éditions de La Différence, 2012  (ISBN 978-2729119867)
- La Métamorphose de Franz Kafka, illustré par Barceló, coll. « Blanche », éditions Gallimard, 2020  (ISBN 9782072889677)

## Prix et distinctions
Miquel Barceló est lauréat du prix national d'arts plastiques d'Espagne en 1986 et récipiendaire du prestigieux prix Prince des Asturies pour les arts en 2003. Il reçoit en février 2007 le titre de docteur honoris causa de l'université des Îles Baléares.